# Metal Days
MetalDays è stato un festival heavy metal organizzato ogni estate a Tolmino, in Slovenia, a partire dal 2004.

## Storia
La prima edizione del festival si è tenuta nel 2004 sotto il nome di Metal Camp. Nel 2013 con il nuovo promotore ArtFest d.o.o., il festival diventa ufficialmente MetalDays. Oltre al cambio di etichetta viene modificata anche l'organizzazione.

## Luogo
Situato a Sotočje, nella periferia di Tolmino, il festival si tiene fra il torrente Tolminka e il fiume Isonzo (in sloveno Soča). Il Metaldays ha due spiagge riservate e varie aree per il campeggio.

## Organizzazione

### Palchi
I gruppi che suonano al festival si dividono in due palchi: il "Second Stage" per artisti emergenti e lo "Ian Fraser “Lemmy” Kilmister Stage"

## Edizioni

### 2013
Periodo: dal 21 al 28 luglio

 Primo palco 
| Lunedì 22                                                                                        | Martedì 23 | Mercoledì 24 | Giovedì 25 | Venerdì 26 |
| ------------------------------------------------------------------------------------------------ | --- | --- | --- | --- |
| In Flames Overkill Ensiferum Soilwork Kissin Dynamite 4ARM Attick Demons Blaakyum ArseA Calderah | Mayhem Samael Alestorm Arkona Bleed From Within The Gates Of Slumber Mustasch Gloryhammer SpitFire Rapid Strike | Sonata Arctica Meshuggah Turisas Brutal Truth Orange Goblin Nightmare (gruppo musicale francese) Dark Salvation Rest In Fear Inverted Pussyfix Dickless Tracy | Legion of the Damned Iced Earth Hypocrisy Annihilator Ihsahn Leprous Subway To Sally Sólstafir Cold Snap From the Depth | King Diamond Wintersun My Dying Bride Powerwolf Metal Church Primordial Graveworm Bloodshot Dawn Rising Dream Last Day Here |

Secondo Palco
| Lunedì 22 | Martedì 23 | Mercoledì 24 | Giovedì 25 | Venerdì 26 |
| --- | --- | --- | --- | --- |
| Pentagram Benediction Hammercult Mouth of the Architect Neurotech Incinery The Canyon Observer Darkest Horizon Avicularia Agan The Loudest Silence Chronosphere | Exhumed Eyehategod Torche Steel Engraved Nya Extreme Smoke 57 Mystery Nemesis My Enemy Drakum Acid Death Calling of Lorme | Taake Dying Fetus Sabbath Judas Sabbath Cripper Emergency Gate Bliksem Parasol Caravan Gonoba Stormcast Within Destruction Space Unicorn On Fire Coma | Shining Enslaved Onslaught Lock Up Anaal Nathrakh The Rotted Herfst Blynd Meta-statis Ravenblood Imperium Vallorch | Candlemass Unleashed Aura Noir Tsjuder Otargos Svart Crown Karnak Under The Abyss Karlahan Chained Pistons Phantasmagoria Eternal Deformity |

### 2014
Periodo: dal 20 al 26 luglio

Primo Palco
| Lunedì 21                                                 | Martedì 22                                                       | Mercoledì 23                                                                   | Giovedì 24                                             | Venerdì 25                                                                |
| --------------------------------------------------------- | ---------------------------------------------------------------- | ------------------------------------------------------------------------------ | ------------------------------------------------------ | ------------------------------------------------------------------------- |
| Opeth Children Of Bodom Grave Alcest Cripper Rest In Fear | Satyricon Borknagar Obituary Vanderbuyst Gold Within Destruction | Volbeat Amorphis Saltatio Mortis Artillery Valient Thorr Space Unicorn On Fire | Megadeth Moonsorrow Prong Kadavar Alpha Tiger Darkfall | Sabaton Heaven Shall Burn My Dying Bride Ghost Bridge Soen Cruel Humanity |

Secondo Palco
| Lunedì 21 | Martedì 22 | Mercoledì 23 | Giovedì 24                                                                                                | Venerdì 25 |
| --- | --- | --- | --- | --- |
| Immolation Turning Golem Aborted Helheim Beheaded Alogia Rising Storm Mephistophelian Nuclear Chaos Fallen Utopia Duirvir | Vader Manilla Road Nocturnal Depression Brutality Will Prevail Scarb Crossholder Roxin Palace Armoroth Zaria Abinchova Throns of Heresy | Possessed Asphyx Forgotten Tomb Havok African Corpse Black Diamond Cordura Total Annihilation Deadend In Venice Helslave As It Comes | Riot Inquisition Benighted Metalsteel Villainy Inciter Sapiency Torture Pit Skelfir From the Depth Darkum | Tiamat Suffocation Leng Tch'e Zanthropya Ex Condemnatio Cristi Dead Territory Chain Of Dogs Brute Weeping Silence Lord Shades |

### 2015
Periodo: dal 19 al 25 luglio

Primo palco
| Lunedì 20 | Martedì 21                                                                                           | Mercoledì 22                                                                                    | Giovedì 23                                                                                     | Venerdì 24                                                                                                |
| --- | --- | ----------------------------------------------------------------------------------------------- | ---------------------------------------------------------------------------------------------- | --- |
| Saxon Fear Factory Queensrÿche Devin Townsend Project Anvil Krokodil Butcher Babies Slomind Total Annihilation | Cannibal Corpse Dream Theater Black Label Society Moonspell Blues Pills Skindred Avatar Rest In Fear | Carcass Accept Hatebreed Sepultura Death Angel Emil Bulls The Devil Diablo Blvd Mephistophelian | Unearth Arch Enemy Hardcore Superstar Vreid Crowbar Deadlock Profane Omen Altair Nuclear Chaos | Behemoth Eluveitie Kataklysm Suicide Silence Carnifex Dr. Living Dead Demonic Resurrection Manntra Panikk |

Secondo palco
| Lunedì 20 | Martedì 21 | Mercoledì 22                                                                                                 | Giovedì 23 | Venerdì 24 |
| --- | --- | --- | --- | --- |
| Noctiferia Dark Fortress Malevolence Blutmond Consecration Divided Multitude Mooncry Kryn Desolate Fields Reek Of Insanity Sunchair | Ne Obliviscaris Hirax Schirenc Plays Pungent Stench Sacred Steel Nervosa Abandon Hope TomCat Conorach Aeons Confer Antropofago Klamm | Blitzkreig Kampfar Audrey Horne Minotauro War-Head Paragonia Suborned Mist Ever-Frost Daedric Tales Psykosis | Rotting Christ Archgoat Betraying The Martyrs Striker Adam Bomb Mass Hypnosis ETECC Morana Broken Mirrors Flesh Silius | Year Of No Light The Black Dahlia Murder Toxic Holocaust Infestus Emergency Gate Dickless Tracy DIS.AGREE Zombie Rodeo Chronic Hate M.A.I.M. Eruption |

### 2016
Periodo: dal 24 al 30 luglio 

Primo palco
| Lunedì 25                                                                                                | Martedì 26                                                                              | Mercoledì 27                                                                                                   | Giovedì 28                                                                                                   | Venerdì 29                                                                                           |
| --- | --------------------------------------------------------------------------------------- | --- | --- | --- |
| Testament Dark Funeral Sacred Reich Fleshgod Apocalypse Orphaned Land Hackneyed Deserted Fear Drakum Zix | Marduk Skindred Arkona Insomnium Cattle Decapitation Skálmöld Gloryhammer Mist Eruption | Die Apokalyptischen Reiter Kreator Napalm Death Graveyard Dying Fetus Pro-Pain Aborted Bombus Infernal Tenebra | At the Gates DevilDriver Electric Wizard Septic Flesh Delain Immolation Serenity The Canyon Obserber Scarred | DragonForce Blind Guardian Exodus Einherjer Varg Skyforger Nightmare Dead Label Retrace My Fragments |

Secondo palco
| Lunedì 25 | Martedì 26 | Mercoledì 27 | Giovedì 28 | Venerdì 29                                                                                  |
| --- | --- | --- | --- | ------------------------------------------------------------------------------------------- |
| Monolithe Jess Cox (Tygers of Pan Tang) Battlecross Rosetta Stormzone North Morana Comaniac Sabaium Na Cruithne Kain Seduced | The Stone Melechesh Incantation Weeping Silence Nervochaos Penitenziagite Cryptex Elferya Howling In The Fog Sanity's Rage Fleshdoll | Secrets of the Moon Misery Index Rise of the Northstar Sarcasm Rossomahaar Gloryful Victims Of Creation Painful Sarcom Dead End Nemost Blaze of Sorrow | Obscura Bury Tomorrow Gama Bomb Nine Treasures Phantasmagoria Overoth Little Dead Bertha Nameless Day Ritual Fogalord Layment Halo Creation Jioda | Satan Horna Valkyrja Gutalax Dirge Obscurity Infest Larceny Morywa Mynded Nolentia Enthrope |